# Soloviove, Putîvl
Soloviove (în ucraineană Соловйове) este un sat în comuna Mazivka din raionul Putîvl, regiunea Sumî, Ucraina.

## Demografie
Componența lingvistică a localității Soloviove
     Ucraineană (75%)
     Rusă (25%)
Conform recensământului din 2001, majoritatea populației localității Soloviove era vorbitoare de ucraineană (75%), existând în minoritate și vorbitori de rusă (25%).